# ブラインドゴルフ・ジャパンオープン・チャンピオンシップ
ブラインドゴルフ・ジャパンオープン・チャンピオンシップ(Blind Golf Japan Open Championship)とは、特定非営利活動法人日本ブラインドゴルフ振興協会（JBGA）主催で開催される、日本のブラインドゴルフの国際大会。世界ブラインドゴルフ協会(IBGA)公認大会である。

## 概要
1994年8月、日本初のブラインドゴルフのメジャー大会として、日本初の国際大会が開催された。第一回大会には、6ヶ国21名のブラインドゴルファーが参加した。
世界ブラインドゴルフ協会(IBGA)の視力登録と、過去に一定回数以上の大会参加実績があり、かつハンディキャップが所定の数値以下の選手が競う「チャンピオンシップ部門」と、だれもが参加できる「ステーブルフォード部門」が実施されている
。
2013年は外務大臣杯・厚生労働大臣杯として開催された。

## 大会
| 回数   | 開催時期         | 開催コース                         | 開催県 | 備考                   |
| ------ | ---------------- | ---------------------------------- | ------ | ---------------------- |
| 第1回  | 1994年8月        | 桜ヶ丘カントリークラブ             | 東京都 | [ 3 ]                  |
| 第2回  | 1995年9月        | 美濃白川カントリークラブ           | 岐阜県 |                        |
| 第3回  | 1996年9月1-2日   | 湯ヶ嶋高原倶楽部                   | 静岡県 | 世界選手権と兼ねた開催 |
| 第4回  | 1997年8月        | 穂高カントリークラブ               | 長野県 |                        |
| 第5回  | 1998年7月26-27日 | ラフォーレ修善寺カントリークラブ   | 静岡県 | [ 3 ]                  |
| 第6回  | 1999年7月        | 湯ヶ嶋高原倶楽部                   | 静岡県 |                        |
| 第7回  | 2000年4月        | サザンクロスカントリークラブ       | 静岡県 |                        |
| 第8回  | 2002年4月        | サザンクロスカントリークラブ       | 静岡県 |                        |
| 第9回  | 2004年5月        | シャトレーゼカントリークラブ野辺山 | 長野県 |                        |
| 第10回 | 2008年4月14-15日 | 伊豆湯ヶ島倶楽部                   | 静岡県 |                        |
| 第11回 | 2009年8月27-28日 | 水上高原ゴルフコース               | 群馬県 |                        |
| 第12回 | 2013年9月12-13日 | 三島ゴルフ倶楽部                   | 静岡県 |                        |

## テレビ
- 「ブラインドゴルフ・視覚障害者の闘い」（TOKYO MX 2002年5月25日）
- 「ブラインドゴルフジャパンオープン チャンピオンシップ2004」（TOKYO MX 2004年7月3日）